# Donji Marinkovac
Donji Marinkovac is een plaats in de gemeente Dubrava in de Kroatische provincie Zagreb. De plaats telt 101 inwoners (2001).